# اکسپرس
اکسپرس L'EXPRESS مجله هفتگی فرانسوی است که دفتر مرکزی آن در پاریس است. این هفته نامه از منظر سیاسی در چشم‌انداز رسانه‌ای در جناح راست قرار دارد. این مجله در سال ۱۹۵۳ توسط ژان ژاک سروان -شرایبر و فرانسوا ژیرو تأسیس شد. اکسپرس اولین هفته‌نامه خبری به سبک آمریکایی در فرانسه است.

## تاریخچه
اکسپرس در سال ۱۹۵۳ توسط ژان ژاک سروان شرایبر Jean-Jacques Servan Schreiber سردبیر سابق روزنامه لوموند و فرانسواز ژیرو Françoise Giroud مدیر مسیول مجله زنان پایه‌گذاری شد. در اولین شماره به عنوان پیوست روزنامه اکو Echos در ۱۶ مه ۱۹۵۳ چاپ شد و از سال ۱۹۵۶ با آغاز مبارزات انتخاباتی پارلمانی به‌طور مرتب انتشار یافت.
با کوشش سردبیر اکسپرس ژان ژاک سروان شرایبر نویسندگان نامداری همچون آلبر کامو، ژان پل سارتر، آندره مالرو، فرانسوا موریاک و فرانسواز ساگان در این مجله ستون مخصوص داشتند و قلم زدند.
از سال ۱۹۶۴ با الگو برداری از مجله تایم به اولین مجله خبری هفتگی فرانسوی تبدیل شد.
ژان دانیل Jean Daniel روزنامه‌نگار برجسته اکسپرس بعدها به مجله رقیب نوول اوبزرواتور Nouvel Observateur پیوست و روزنامه‌نگار دیگر اکسپرس کلود ایمبرت Claude Imbert بعد از کناره‌گیری از آن، خود مجله لو پوینت Le Point را منتشر کرد.
امروز مجله اکسپرس در ۵۶۸٬۰۰۰ نسخه چاپ می‌شود که از این تعداد ۴۴۰٬۰۰۰ آن در خود فرانسه به فروش می‌رسد. خوانندگان اکسپرس ۲٬۲۹۳٬۰۰۰ نفر برآورد می‌شوند و همچنین ۱٫۰۰۰٫۰۰۰ نفر هم از طریق مراجعه به سایت مجله اخبار آن را دنبال می‌کنند.